# Тридуана
Тридуана (IV или VIII век) — святая дева шотландская. День памяти — 8 октября.
Святая Тридуана (Triduna), или Тридуна (Triduna), или Тредвалл (Tredwall), или Троллхэна (Trollhaena), или Траллен (Trallen) была связана с миссией св. Регула (Regulus, память 30 марта) по перенесению мощей  св. апостола Андрея в Шотландию. Считается, что она была игуменией и жила с двумя спутницами в районе озера Роскоби, Форфэршир (Forfarshire).

## Агиография
Святая Тридуана жила между IV и VIII веками. Об этой угоднице сохранилось мало конкретных сведений, согласно самому распространенному преданию, записанному в «Абердинском бревиарии» XVI века, святая дева Тридуана родилась в городе Колоссы во Фригии на территории Малой Азии в IV веке. Позднее она приняла монашество и вместе с четырьмя сомолитвенницами и святым епископом Регулом (Regulus, Rule) из греческого города Патры, где принял мученическую кончину апостол Андрей Первозванный.
К святой обращались с исцелением глазных болезней, так как, по преданию, она вырвала свои глаза и отдала их местному принцу, которому они очень понравились и который из-за них очень тянулся к святой.
Святая Тридуана считается покровительницей графства Кейтнесс (Caithness), иначе называемого Кинтрадвелл (Kintradwell). Считается, что часть мощей святой пребывает в Абердине.
Святая Тридуана скончалась в Лотиане (Lothian), в месте, именуемом Лестальрик (Lestalryk). Её святые мощи находятся в Рестальриге, что около Эдинбурга, они были местом притяжения паломников до тех пор, пока это место не было полностью разрушено 21 декабря 1560 года шотландскими реформаторами (Scottish Deformers). Место её источника было найдено. Оно обнаружило прежнее расположение двухэтажного здания, часовни и купальни, построенной около источника. Сохранилась часть коллегиальной церкви 1487 года, в которой почивают останки по крайней мере трёх королей. Имеется и вторая рака неподалёку от озера святой Тредвеллы (Saint Tredwell's Loch) на Папа-Уэстрей (Papa Westray) на Оркнейских островах.